# パナギオティス・グリコス
パナギオティス・グリコス（ギリシア語: Παναγιώτης Γλύκος, 1986年10月10日 - ）は、ギリシャのマグニシア県ヴォロス出身の元サッカー選手。現役時代のポジションはGK。

## 来歴
2012年から代表に招集されている。2014 FIFAワールドカップのコートジボワール戦で背中を痛めたオレスティス・カルネジスにかわり途中交代し、グループリーグ突破に貢献した。

## 所属クラブ
- ASオリンピアコス・ヴォル1937 2004-2007
- PAOKテッサロニキ 2007-2019
- →  ASオリンピアコス・ヴォル1937 2009 (loan)
- →  アグトリス・アステラスFC 2010-2011 (loan)
- PAEアポロン・ラリサス 2020-2021

## 代表歴

### 出場大会
- ギリシャ代表
  - 2014 FIFAワールドカップ

### 試合数
- 国際Aマッチ 5試合 0得点（2014年-2016年）[1]

| ギリシャ代表 | 国際Aマッチ | 国際Aマッチ |
| 年           | 出場        | 得点        |
| ------------ | ----------- | ----------- |
| 2014         | 4           | 0           |
| 2015         | 0           | 0           |
| 2016         | 1           | 0           |
| 通算         | 5           | 0           |

## タイトル
PAOK
- キペロ・エラーダス : 2016-17, 2017-18, 2018-19
- ギリシャ・スーパーリーグ : 2018-19